# RPG전설 헤포이
RPG전설 헤포이(일본어: RPG伝説ヘポイ)는 갸롯푸에서 제작한 판타지 로봇 애니메이션이다. 대한민국에서는 《태양의 기사 피코》라는 제목으로 1996년 10월 25일부터 1996년 12월 19일까지 KBS에서 방영되었다.

## 등장인물
- 헤포이 - 성우: 마스다 유우키/최덕희
- 류토 - 성우: 쿠사오 타케시/최수민
- 미야 - 성우: 히사카와 아야/주희
- 분자에몽 - 성우: 토비타 노부오 / 타키구치 준페이 /노민
- 캐슬 프린세스 - 성우:니시하라 쿠미코/이선

## 스탭
- 원작 : 코바야카와 카오루
- 원작 캐릭터 디자인 : 빵며느리&골든피쉬
- 원작 메카닉 디자인 : 켄타로
- 기획 : TENYU, 카메야마 야스오(ASATSU), 스기사와 요시후미(TENYU)
- 감독 : 이시조 타케시 (제1화~제24화), 나미키 마사토 (제25화~제50화)
- 캐릭터 디자인·총작화 감독:쓰지 하쓰키
- 미술감독:쿠도 다다시
- 촬영감독 : 에다미츠 히로아키
- 음향감독:하라다카즈오
- 음악 : 와다 카오루
- 프로듀서 : 쿠라바야시 신스케 (TV 도쿄), 스기야마 유타카 (NAS), 토쿠나가 모토카 (스튜디오 갤럽)
- 편집 : 세야마 타케시, 아다치 히로시
- 제목 : 마키 프로
- 현상 : 도쿄 현상소
- 효과 : 카게야마 미쓰루 (피즈 사운드 크리에이션)
- 선곡 : 카와이 나오
- 조정: 야마다 후지오
- 녹음 : 뉴 재팬 스튜디오
- 문예 설정 : 츠루타 히로시
- 어시스턴트 프로듀서: 와자키 노부유키 (스튜디오 갤럽)
- 홍보담당 : 타카츠카 유카 (TV도쿄)
- 연출협력 : 타카하시 료스케
- 애니메이션 제작 : 스튜디오 갤럽
- 제작 : TV도쿄, NAS

## 주제가
- OP 테마 - "컴온! 헤포이" (작사 : 히로이 오지 / 작곡 : 쿠도 타카시 / 편곡 : 마츠이 타다시게 / 노래 : 쿠사오 타케시, 히사카와 아야, 마스다 히로오)
- ED 테마 - "다이나마이트 CAT" (작사 : 히사카와 아야 / 작곡 : 미카와 토시하루 / 노래 : 히사카와 아야)

상기 2곡을 수록한 CD는 킹 레코드(스타 차일드 레이블)에서 발매되었다.

## 방송국
- 동시 네트워크
  - TV도쿄 - TV오사카, TV아이치, TV홋카이도, TV세토우치, TXN 큐슈(1991년 4월부터)
- 시차네트
  - 센다이 방송, 히로시마 TV 방송, 야마가타 TV(1991년 말경에 월요일 - 금요일 6:00 - 6:30에 방송), 시즈오카 아사히 TV(1991년 말 시점에서 일요일 6:00 - 6:30에 방송)